# Kenyapithecus
Kenyapithecus ist eine ausgestorbene Gattung der Primaten, die während des mittleren Miozäns in Ostafrika vorkam. In Kenia, am Rande des Großen Afrikanischen Grabenbruchs entdeckte Fossilien wurden aus Erdschichten geborgen, die 15,5 bis 14 Millionen Jahre alt sind.

## Namensgebung
Kenyapithecus ist ein Neologismus. Die Bezeichnung der Gattung ist abgeleitet vom Fundort in Kenia (engl.: Kenya) sowie vom griechischen Wort πίθηκος (altgriechisch ausgesprochen píthēkos: „Affe“). Kenyapithecus bedeutet somit „Kenia-Affe“.

## Funde
Der Gattung Kenyapithecus wurde 1961 von Louis Leakey mit der Typusart Kenyapithecus wickeri eingeführt. 1967 ordnete Leakey Funde aus etwas älteren Schichten der neuen Art Kenyapithecus africanus zu. Die rund 14 Millionen Jahre alte Fossilien von Kenyapithecus wickeri stammen ausschließlich von einer Fundstätte bei Fort Ternan in Westkenia; die auf ein Alter von 15,5 bis 14 Millionen Jahre datierten Funde von Kenyapithecus africanus stammen aus dem Gebiet der Tugen Hills und aus Nachola im Samburu District.
Die Enge der Verwandtschaft beider Arten, das heißt: die Berechtigung, sie einer gemeinsamen Gattung zuzuordnen, war wegen der geringen Zahl entdeckter Knochen von Beginn an umstritten. Bereits 1967 publizierte Louis Leakey – nach dem Auffinden weiterer Skelettfragmente – eine überarbeitete Beschreibung („revised diagnosis“) der Gattung Kenyapithecus, in der neben diversen Merkmalen der Bezahnung auch die nur geringfügig vorspringende Schnauze erwähnt wurde sowie eine anatomische Nähe zu Ramapithecus. Nach dem Fund eines als aussagekräftig interpretierten Teilskeletts in den Tugen Hills wurden die Fossilien von Kenyapithecus africanus 1999 aus der Gattung Kenyapithecus herausgelöst und gemeinsam mit anderen Funden als Equatorius africanus der neu definierten Gattung Equatorius zugeordnet; diese Neugruppierung wurde wenige Monate später jedoch mit dem Hinweis kritisiert, man habe versäumt, eine klare Abgrenzung von Griphopithecus vorzunehmen.
Nicht allgemein anerkannt sind bisher die von Kenyapithecus wickeri abgetrennten Fossilien aus einem Fundort in der Türkei, die als Kenyapithecus kizili bezeichnet wurden.

## Belege
1. 1 2  Steve Ward, Barbara Brown, Andrew Hill, Jay Kelley und Will Downs: Equatorius: A New Hominoid Genus from the Middle Miocene of Kenya. In: Science. Band 285, Nr. 5432, 1999, S. 1382–1386, doi:10.1126/science.285.5432.1382.
2. ↑   L. S. B. Leakey: A new Lower Pliocene fossil primate from Kenya. In: The Annals & Magazine of Natural History. Band 4, Serie 13, 1961, S. 689–696.
3. 1 2  L. S. B. Leakey: An Early Miocene Member of Hominidae. In: Nature. Band 213, 1967, S. 155–163, doi:10.1038/213155a0.
4. ↑  David R. Begun: Middle Miocene Hominoid Origins. In: Science. Band 287, Nr. 5462, 2000, S. 2375, doi:10.1126/science.287.5462.2375a.
5. ↑  Jay Kelley u. a.: A new hominoid species from the middle Miocene site of Paşalar, Turkey. In: Journal of Human Evolution. Band 54, Nr. 4, 2008, S. 455–479, doi:10.1016/j.jhevol.2007.08.007.